# ميغيل إيدالغو إي كوستيا

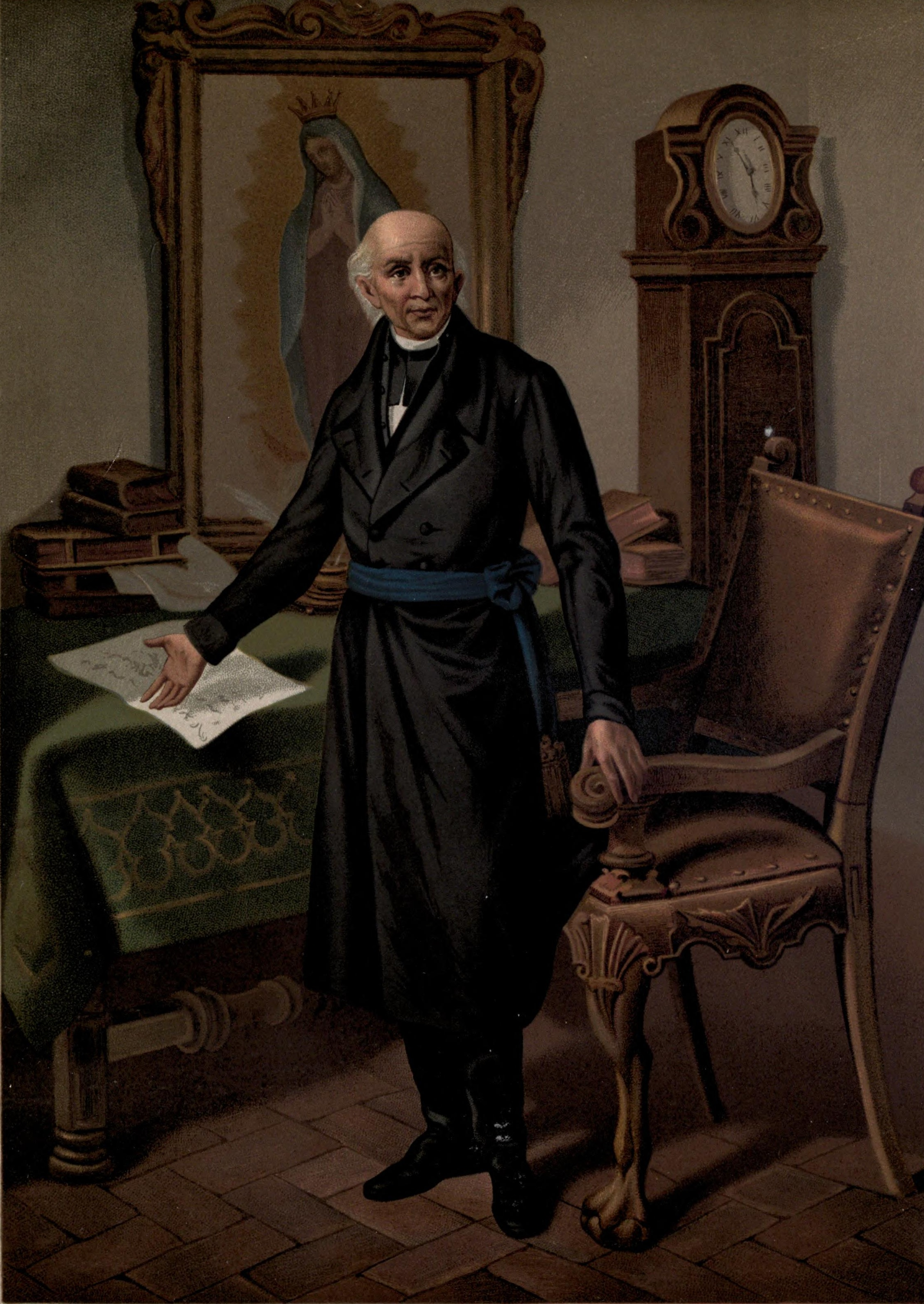
ميغيل إيدالغو إي كوستيا

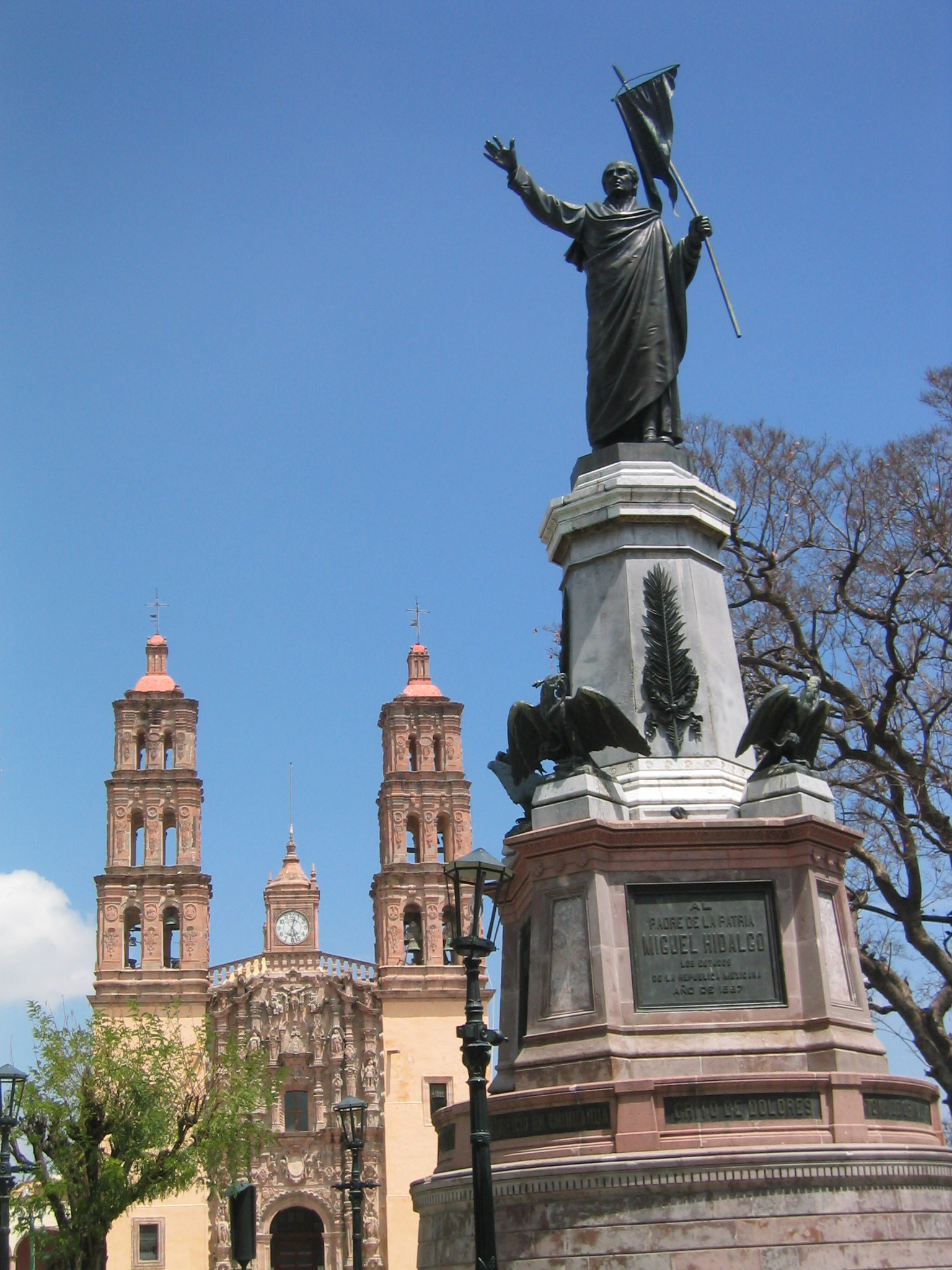
تمثال هيدالغو أمام كنيسته في دولوريس هيدالغو ، غواناخواتو

ميغيل إيدالغو إي كوستيا (بالإسبانية: Miguel Hidalgo y Costilla)‏ (1753 – 1811)، هو قس مكسيكي اشتهر بدوره في حرب الاستقلال المكسيكية.

## بدايات حياته

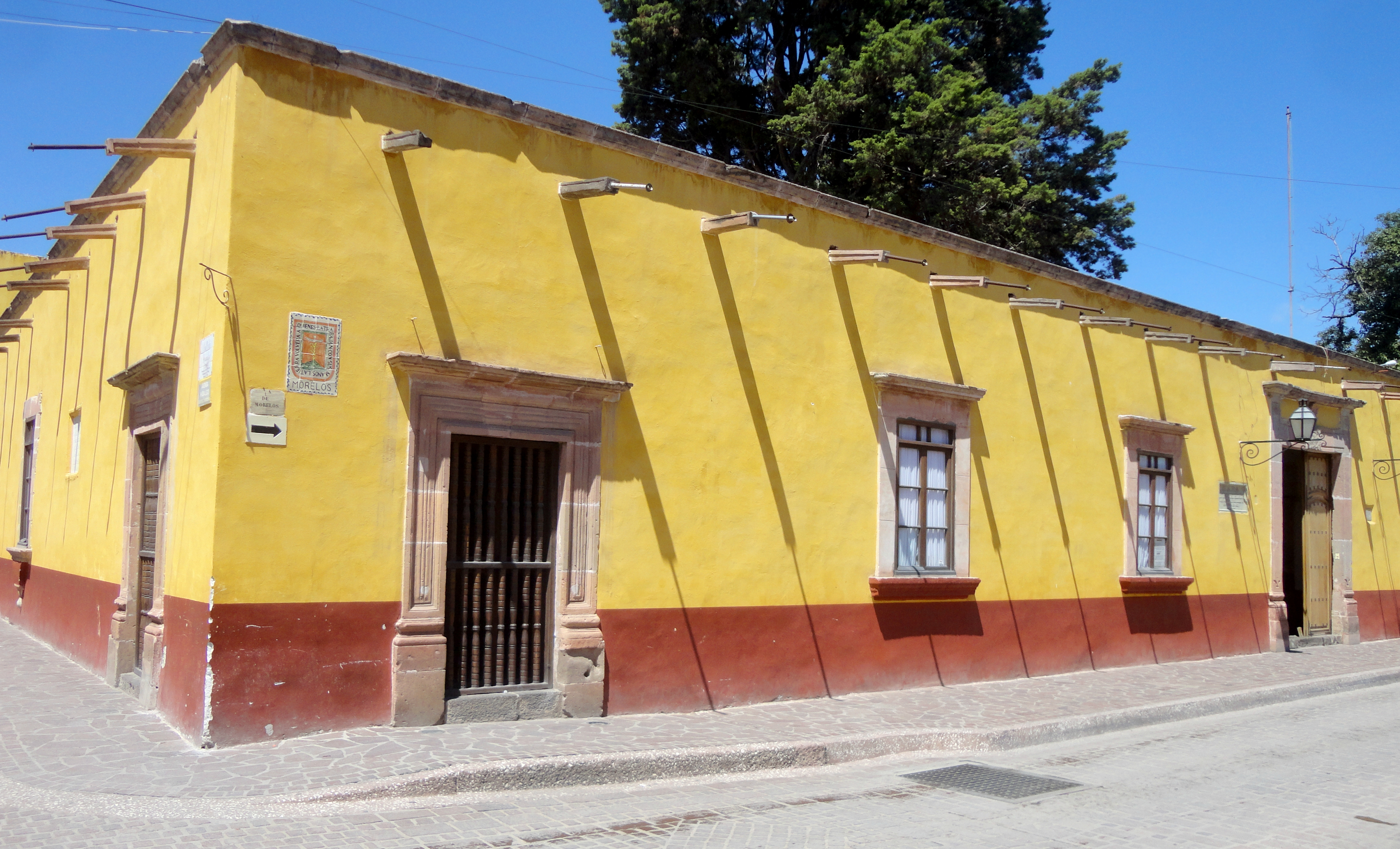
منزل الكاهن ميغيل إيدالغو إي كوستيّا – دولوريس إيدالغو، غواناخواتو، المكسيك

ولد إيدالغو في 8 مايو 1753 في مزرعة في بينخامو قرب غوناخواتو. واسم أمه قبل الزواج كان غاياغا، ولكن خلافا للعادة المتبعة بين الإسبان فقد استعمل فقط اسم أبيه كريسوبال إيدالغو إي كوستيا وأمه هي أنا ماريا غاياغا، وهكذا حسب التقاليد الإسبانية فإن اسمه يكون إيدالغو إي غاياغا، ولكنه كان يوقع باسم إيدالغو إي كوستييا. تعلم الفلسفة واللاهوت في بلد الوليد في المكسيك وتم تعيينه قسا في عام 1779. خدم في عدة أبرشيات، وبعد موت أخيه الأكبر الدكتور خواكيم رئيس أبرشية ديلوريس، تم تعيينه مساعدا أولا على الأبرشية ثم رئيسا عليها مما منحه دخلا كافيا ليعين مساعدًا.

## التمرد
حتى عام 1809 كان ميغيل معروفا فقط كرجل يحيا حياة التقوى وبذل ما بوسعه ليدخل أنواعا عديدة من الصناعة بين رعية أبرشيته في دولوريس، ومنها صناعة الحرير والفخار ودباغة الجلود. لكن غزو نابليون لإسبانيا عام 1808 أدى إلى غضب واسع. ولم يقبل المستوطنون الاعتراف بالحاكم الفرنسي وأظهروا تعصبا شديدا لفيردناند السابع كملك عليهم. نظر الإسبان إلى الجماعات التي أسسها المكسيكيون بريبة فربما تكون مجهزة لتحقيق استقلال المكسيك. دخل إيدالغو والعديد من أصدقائه، ومنهم ميغيل دومينغيز عمدة كيريتارو (الذي كان يجتمع بالمتمردين في منزله)، في استشارات وتحضيرات اعتبرتها السلطات منطوية على خيانة. وتم اعتقال دومينغيز وتم اعتبار إيدالغو مطلوبا في الحال، وذلك بعد أن اكتشف ريونا عمدة غواناخواتو المؤامرة، وهربت زوجة دونيمغيز وأبلغت الخبر إلى أييندي في سان ميغيل الذي أبلغ بدوره إيدالغو في دولوريس.
جمع إيدالغو عدة مئات من رعايا أبرشيته، منهم أخوه ماريانو ومعه خوسيه سانتوس فيلا وأييندي وألداما، وفي 16 سبتمبر 1810 سيطروا على سجن دولوريس وسلح رجاله بالسيوف. وهذا الهجوم بدأ ما كان في الواقع ثورة ضد عناصر الشعب من الإسبان والكريول. أطلق ما عرف باسم «صرخة دولوريس» كما هتفت الجموع، وتجمعت الحشود حول إيدالغو الذي وضع على علمه صورة العذراء من مزار السيدة غوادالوبي. وفي البداية نالت ثورته بعض النجاح، وانضم إليه فيلق من جنود الميليشيا وتم اجتياح بعض المراكز، وأعلن يوم 16 سبتمبر عيدا للاستقلال في القداس، وتقدم في نفس اليوم نحو سان ميغيل مع 300 رجل كان يعوزهم العتاد الكافي، ثم وصل إلى مزار أتوتونيلكو ووضع صورة عذراء غوادالوبي على علمه. في 21 سبتمبر احتل سيلايا وعين لواء، وتقدم مع 50,000 رجل نحو غواناخواتو واحتلها، وحصن العمدة نفسه في مخزن الحبوب في غراناديتوس وهزم هناك بعد مقاومة كبيرة، وانضمت إليه الميليشيات من باتزكوارو وميتشواكان. بدأ إيدالغو يثبت نفسه وتقدم نحو بلد الوليد واحتلها بعد سبعة أيام دون مقاومة، وكانت الكنيسة قد حرمته كنسيا، وبدأت الجموع الثائرة بالتقدم نحم مكسيكو سيتي في جيش قوامه نحو 80,000 مقاتل، ولكن هناك كان التجمع الأكبر للإسبان والكريول، وفقد إيدالغو حماسته وتراجع نحو كيريتارو وهجره العديد من مرافقيه، وعند تقدمهم نحو كيريتارو تمت مهاجمتهم في أكولكو من قبل الجنرال فيلكس كاييخا في 7 نوفمبر 1810 وهزموا هزيمة منكرة. تراجع أييندي نحو غواناخواتو وتراجع إيدالغو نحو بلد الوليد، وعندما سمع أن رجاله سيطروا على غوادالاخارا اتجه نحوها وانضم إليه العديدون في الطريق، واستمر في مناوراته وكفاحه ونجح في جمع عدد يقدر بمائة ألف حول غوادالاخارا. ومع جنوده فقيري السلاح وغير المنضبطين قام بنصب موقع له على جسر كالديرون على نهر سانتياغو. وفي 17 يناير 1811 تلقى هزيمة قاسية على يد كاييخا وقوة صغيرة من الجنود. وأطيح إيدالغو عن مركزه من قبل القادة الآخرين، وفر إلى أغواس كاليكوتس وزاكاتيكاس وانضم إليه أيندي. وقرروا الاتجاه نحو الولايات المتحدة لجمع الصفوف وتأمين السلاح، وبعد وقت قصير تمت خيانتهم لصالح الإسبان من قبل النقيب إليزوندو. وتمت محاكمتهم وإدانتهم في تشيواوا. أما إيدالغو فقد تمت تنحيته من مركزه كقس وأعدم كمتمرد في 31 يوليو أو 1 أغسطس من العام 1811.
قررت الحكومة المكسيكية أن تنكس الرايات في 31 يوليو من كل عام؛ لكن أغلب الكتاب يرون أن اليوم كان 1 أغسطس، حيث يحسبون ثلاثة أيام بين الحكم عليه وبين إعدامه. دفنت جثة إيدالغو في كنيسة سان فرانسيسكو في تشيواوا؛ ولكن بأمر من الحكومة حملت الجثة ودفنت في سرداب الكاتدرائية، في احتفال مهيب في 17 سبتمبر 1823. تم نحت تمثال عملاق للزعيم الثوري من قبل الأخوين إيلسا، وتم صبه من البرونز بأوامر من الحكومة المكسيكية.

## روابط خارجية
- ميغيل إيدالغو إي كوستيا على موقع الموسوعة البريطانية (الإنجليزية)
- ميغيل إيدالغو إي كوستيا على موقع إن إن دي بي (الإنجليزية)